# Jozef Adamovič
Jozef Adamovič (Nagyszombat, 1939. április 23. – Kassa, 2013. augusztus 2.) szlovák színész, rendező.

## Élete
1960-ban a Pozsonyi Színművészeti Főiskolán szerzett színművészeti diplomát. Ugyanebben az évben a Szlovák Nemzeti Színház tagja lett, ahol 1991-ig dolgozott. Eleinte romantikus karaktereket alakított, később szerepei valósághűbbek és tragikusabbak voltak. 2004-től a kassai Középfokú Művészeti Iskolában dolgozott haláláig.
Felesége Božidara Turzonovová szlovák színésznő volt, két gyermekük: Andrea és Lucia.
Hosszan tartó szívelégtelenség következtében 2013. augusztus 2-án hunyt el, a pozsonyi Márton-temetőben nyugszik.
A kassai konzervatórium az ő nevét viseli: Jozef Adamovič Konzervatórium.

## Filmjei
Közel 120 televíziós produkcióban, sorozatban és filmben szerepelt.
- Sziklák és emberek (1959) – diák
- A Nagy Medve fiai (1966)
- Gyilkos a túlvilágról (1967) – Mikus
- Suttogó fantom (1976)
- Krakatit (1980) – Dan
- Éjszakai lovasok (1981)
- Csipkerózsika (1990) – király

### Tévéfilmek
- Párizs mohikánjai (1971) – Pétrus
- Othello (1972) – Cassio
- Cid (1973) – Don Rodrigo
- Vivát, Benyovszky! 1-13. (1975) – Benyovszky Móric
- A Merkur jegyében (1978) – Durina